# Angela Coughlan
Angela Denise Coughlan, później Arusoo i Sharp (ur. 4 października 1952 w London, zm. 14 czerwca 2009 w Ottawie) – kanadyjska pływaczka. Brązowa medalistka olimpijska z Meksyku.
Zawody w 1968 były jej jedynymi igrzyskami olimpijskimi. W 1968 po medal sięgnęła w sztafecie kraulowej. Oprócz niej tworzyły ją także Marilyn Corson, Marion Lay oraz Elaine Tanner. Była wielokrotną medalistką igrzysk panamerykańskich w 1967 i 1971, a także igrzysk Brytyjskiej Wspólnoty Narodów w 1970 (m.in. złoto na 100 m dowolnym).